# Platycnemis latipes
Espèce
Statut de conservation UICN

 LC  : Préoccupation mineure
Platycnemis latipes, le Pennipatte blanchâtre ou l'Agrion blanchâtre, est une espèce de demoiselles appartenant à l'ordre des odonates.

## Description
- Adulte mâle de couleur blanc ivoire et femelle brune.
- Platycnemis latipes se différencie de l'Agrion à larges pattes Platycnemis pennipes par l'absence de ligne noire sur les tibias dilatés des pattes 2 et 3[2].Specimen mâle avec les tibias des pattes 2 et 3 élargis et sans bande noire.

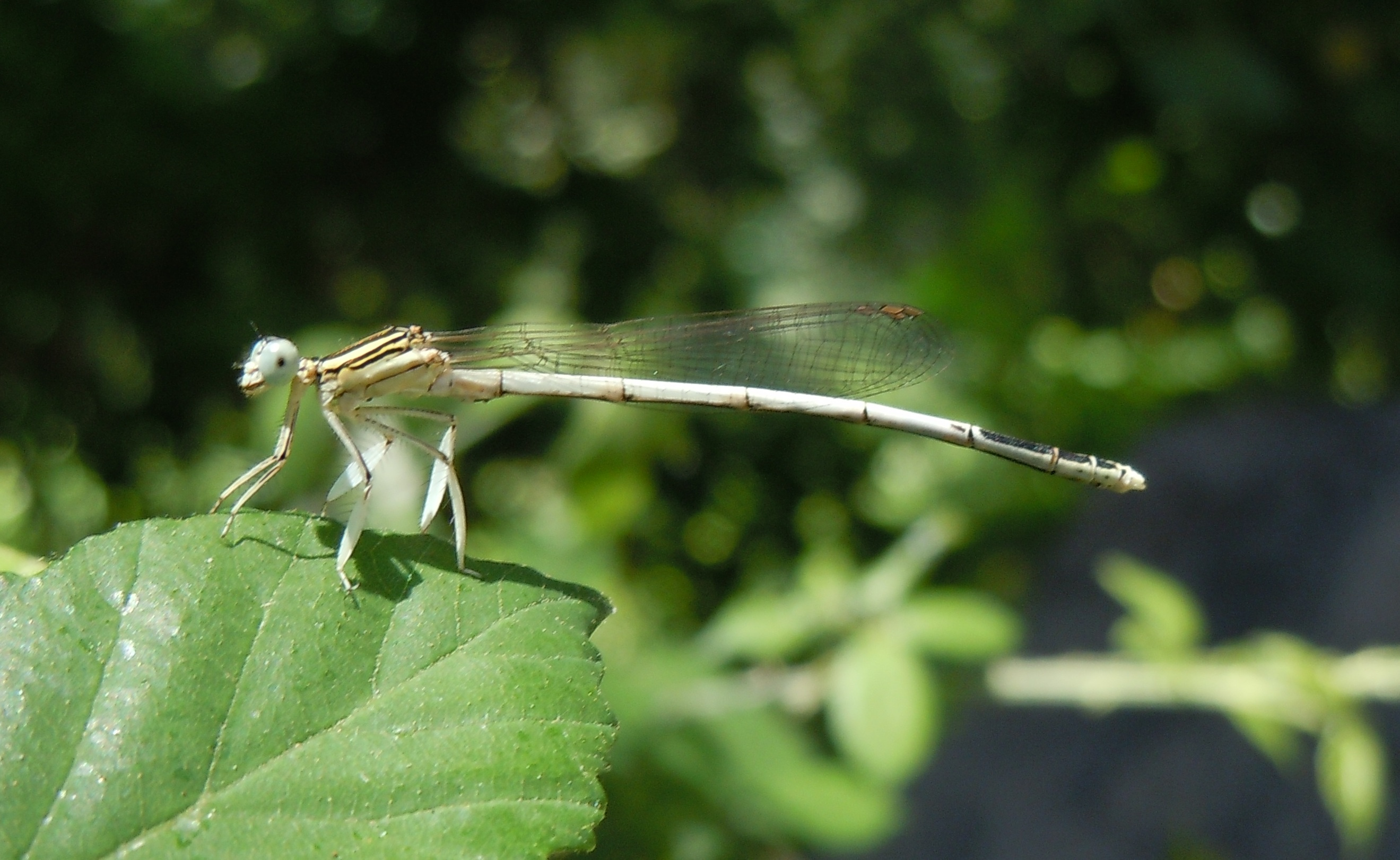
Specimen mâle avec les tibias des pattes 2 et 3 élargis et sans bande noire.

## Répartition
Portugal, Espagne, moitié sud-ouest de la France.

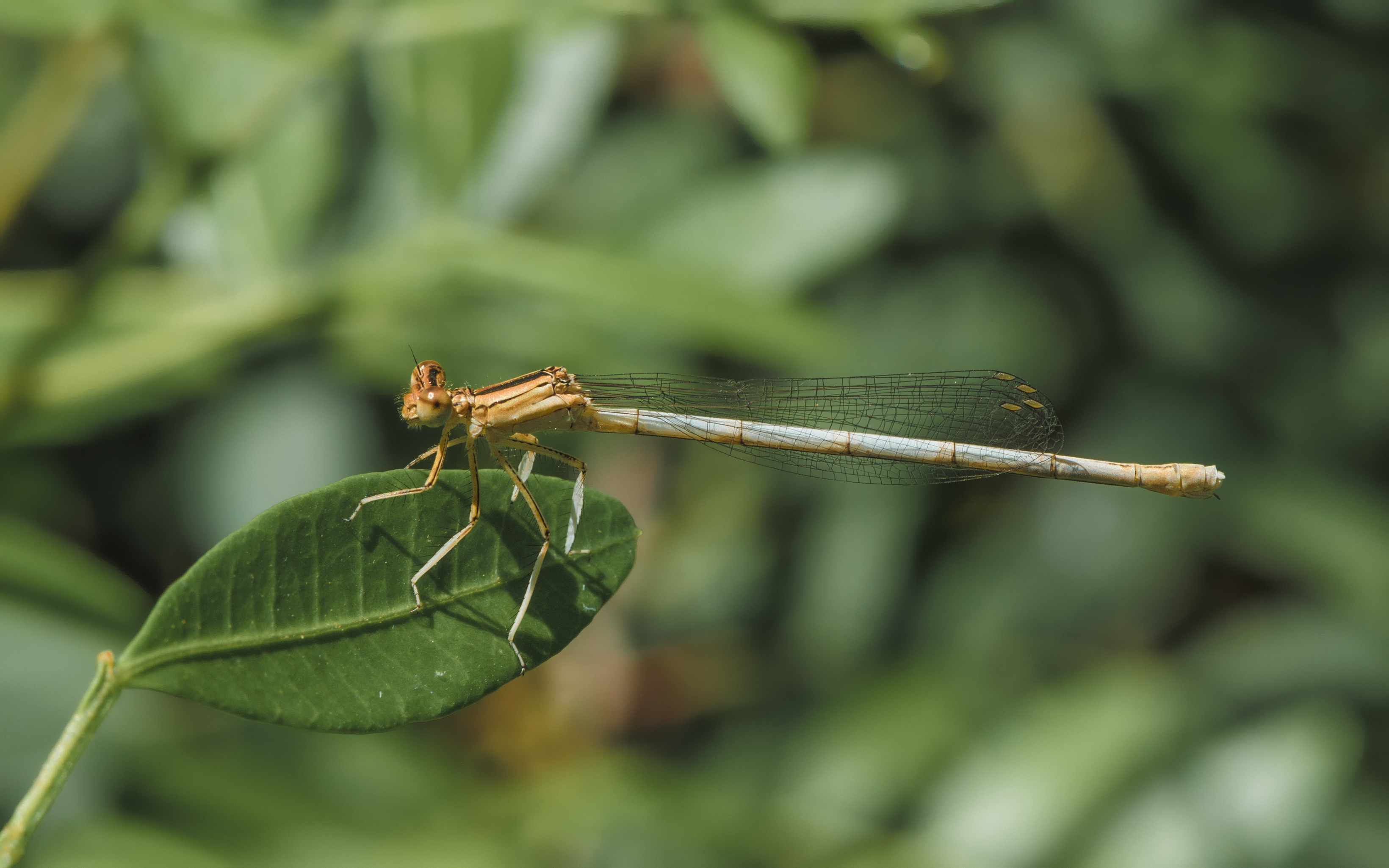
Platycnemis latipes, femelle de couleur brun jaune, à Vias.